# Pitane (Najade)
Pitane (altgriechisch Πιτάνη Pitánē) ist die Tochter des Flussgottes Eurotas. Mit Poseidon hatte sie eine Tochter namens Euadne.
Sie wird zu den Najaden gezählt. Sie stammt aus dem antiken Ort Pitane in Lakonien, der nach ihr als eponymer Heroin benannt ist.